# 剣戟映画
剣戟映画（けんげきえいが）は、剣戟を中心に据えた映画のジャンルである。1920年代から1940年代までの第二次世界大戦前、1940年代から1950年代までの戦後の時期に流行し、量産された。日本で製作された剣戟映画は、俗にちゃんばら映画と呼ばれ親しまれ、日本ではハリウッドやフランスの剣戟映画をも俗に同呼称を用いている。「ちゃんばら」の由来に関してはチャンバラの項を参照。

## 略歴・概要
剣戟（けんげき）は、剣（つるぎ）と戟（ほこ）を意味し、さらにはこれを使用した戦いを意味する。剣戟映画を指す英語 Swashbuckler film の Swashbuckler は「剣戟を帯びた荒くれの剣士」（#主人公の造型）であり、剣戟映画を指すフランス語 Film de cape et d'épée は、Comédie de cape et d'épée （騎士任侠劇）に由来する語で、直訳すると「ケープと剣の映画」を意味する。
ハリウッドを中心とした英語圏では、1903年（明治36年）の『大列車強盗』に代表されるアクション映画が盛んに製作されたが、そのなかのサブジャンルであった。海賊や義賊、騎士といった人物を主人公に、中世のヨーロッパを舞台にした、歌舞伎でいうところの「時代物」にあたる時代の物語が量産された。
日本においては、1908年（明治41年）に、京都の興行会社横田商会に依頼されて、牧野省三が『本能寺合戦』を監督したのが「日本初の時代劇映画」とされるが、同時に剣戟映画の最初でもある。日本においては、時代劇のサブジャンルであり、時代劇が明治維新以前の世界を描くジャンルである以上、日本の剣戟映画も明治維新以前の世界を舞台にした。1920年代以降は、新国劇の開発した「剣劇」の影響も大きかった。⇒ #日本
ハリウッドでも、日本でも、1960年代に入ると剣戟専門の映画は廃れるが、そのスタイルはスターウォーズや『パイレーツ・オブ・カリビアン/呪われた海賊たち』、アニメでは『ONE PIECE』等、アクション映画内の要素として引き継がれている。

## アメリカ合衆国

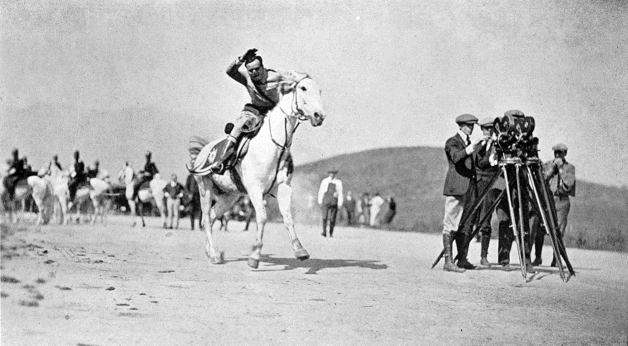
撮影中のダグラス・フェアバンクス、1920年

アメリカ合衆国における剣戟映画は、w:Swashbuckler filmと呼ばれ、アクション映画、冒険活劇の一ジャンルである。剣戟と冒険ヒーロー的なキャラクターに特徴があり、西ヨーロッパのルネサンス期を舞台にしたセットのなかで、その時代に相応しい華麗な衣裳によるコスチュームプレイが行なわれる。剣戟映画における倫理観は明快で、主人公は明快に英雄的であり、悪役ですら対戦儀礼を厳守する。「囚われの姫君」と「恋愛映画」の要素を多く含む。
映画の出現の当初から、サイレント映画の時代は、剣戟で満たされていた。もっとも知られる剣戟映画は、ダグラス・フェアバンクスの主演映画であり、フェアバンクスの映画が本ジャンルを定義した。ストーリーは、フランスの小説家・大デュマことアレクサンドル・デュマ・ペールとイギリスの小説家・ラファエル・サバチニの小説に代表される大時代的なロマン小説を原作とし、また範とした。結末に少なくとも、意気揚々としたスリリングな音楽が付されることが、剣戟映画の作劇の方程式の重要な要素であった。
剣戟映画には、3つの時代に大別する。
1. 1920年 - 1929年（大正9年 - 昭和4年） : ダグラス・フェアバンクスの時代
2. 1935年 - 1941年（昭和10年 - 昭和16年） : エロール・フリンの時代
3. 1950年代 （昭和25年 - 昭和34年） : 『黒騎士』 Ivanhoe、『バラントレイ卿』 The Master of Ballantrae、イギリスの人気テレビ映画『ロビン・フッドの冒険』 The Adventures of Robin Hood.[6]の時代

### 主人公の造型
剣戟映画の主人公を指す Swashbuckler の語は、剣 sword と小楯 buckler とを帯びた荒くれの闘士に由来する語である。Swashbuckler は、空威張りする向こうみずな男であるが、自らのスキル不足を騒音と自慢と大声でカヴァーする貧困層の剣士であることを示している。小説、そしてハリウッドは、この語の指し示す意味内容を変容させ、大口をたたくがそれはいい自慢であり、物語の主軸となるヒーローを意味するものとした。

### フェンシング
フェンシングは本ジャンルのつねに支柱であり、劇的な決闘がストーリーラインの旋回軸であった。剣戟が明らかにされている映画は、剣戟映画をおいてほかにはない。剣術指導で有名なのは、ヘンリー・ユーテンホーフ、フレッド・カヴェンズ、ジャン・ヘレマンス、ラルフ・ファルクナーらがいる。彼らはその後もスポーツとしてのフェンシング界で長いキャリアをもった。

### 剣戟とテレビ

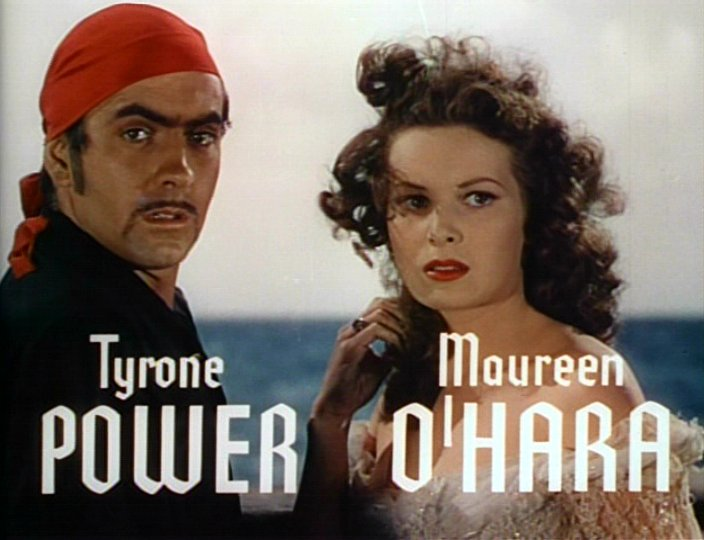
『海の征服者』、1942年

前出のイギリスのテレビ映画シリーズ『ロビン・フッドの冒険』は、1959年（昭和34年）に全143話が放映開始され、イギリスとアメリカ合衆国の両国で、特筆すべき成功となった。本ジャンルのテレビ映画は、イギリスで量産され、米国でも同様に享受された。ほかにも1956年 - 1957年に放映された『バカニアーズ』 The Buccaneers、同じく『サー・ランスロットの冒険』w:The Adventures of Sir Lancelot、1956年の『紅はこべ』（ITV）、同年のITC版『モンテ・クリスト伯』 The Count of Monte Cristo （ITV）、1957年のジョージ・キング監督の『華麗なる騎士』 Gay Cavalier （ITV）、1993年 - 2008年の長寿番組『炎の英雄 シャープ』 Sharpe （ITV）などである。

### おもな作品 (アメリカ)
- 奇傑ゾロ (1920年)
- 三銃士 (1921年)
- ロビン・フッド (1922年)
- バグダッドの盗賊 The Thief of Bagdad (1924年)
- ダグラスの海賊 w:The Black Pirate (1926年)
- 巌窟王 (1934年)
- 紅はこべ (1934年)
- 海賊ブラッド Captain Blood (1935年)
- ゼンダ城の虜 (1937年)
- ロビンフッドの冒険 (1938年)
- シー・ホーク The Sea Hawk (1940年)
- 快傑ゾロ (1940年)
- 海の征服者 The Black Swan (1942年)
- 踊る海賊 (1948年)
- 三銃士 The Three Musketeers (1948年)
- シラノ・ド・ベルジュラック (1950年)
- 血闘 (スカラムーシュ) Scaramouche (1952年)
- 王者の剣 The Golden Blade (1952年)
- 黒騎士 Ivanhoe (1952年)
- バラントレイ卿 The Master of Ballantrae (1953年)
- 三銃士 (1973年)
- 四銃士 (1974年)
- 武士道ブレード (1981年)
- プリンセス・ブライド・ストーリー (1987年)
- 三銃士 (1993年)
- 愛と復讐の騎士 Le Bossu (1997年)
- マスク・オブ・ゾロ (1998年)
- 仮面の男 (1998年)
- モンテ・クリスト伯 (2002年)
- パイレーツ・オブ・カリビアン/呪われた海賊たち (2003年)
- レジェンド・オブ・ゾロ (2005年)
- パイレーツ・オブ・カリビアン/デッドマンズ・チェスト (2006年)
- パイレーツ・オブ・カリビアン/ワールド・エンド (2007年)
- プリンス・オブ・ペルシャ 時間の砂 (2010年)

### おもな俳優・女優 (アメリカ)
- ショーン・ビーン
- オーランド・ブルーム
- ロナルド・コールマン
- オリヴィア・デ・ハヴィランド
- ジョニー・デップ
- ダグラス・フェアバンクス
- ダグラス・フェアバンクス・ジュニア
- エロール・フリン
- スチュワート・グレンジャー
- リチャード・グリーン

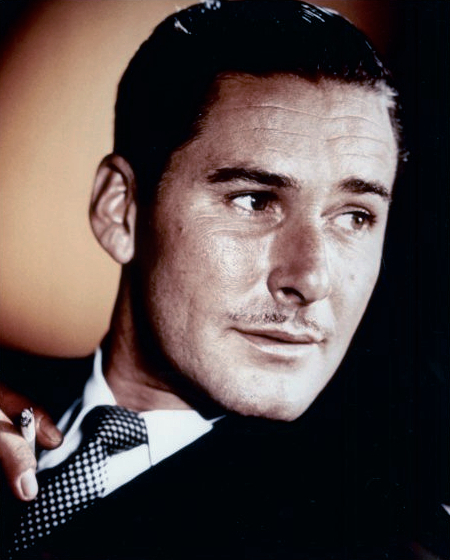
エロール・フリン

- ルイス・ヘイワード w:Louis Hayward
- キーラ・ナイトレイ
- カーウィン・マシューズ w:Kerwin Matthews
- モーリン・オハラ
- タイロン・パワー
- ベイジル・ラスボーン
- スティーヴ・リーヴス
- ロバート・テイラー
- リチャード・トッド
- コーネル・ワイルド
- ガイ・ウィリアムズ w:Guy Williams

## フランス
フランスにおける剣戟映画は、1950年代、1960年代に黄金時代を迎えた。ジェラール・フィリップが、1952年（昭和27年）のクリスチャン＝ジャック監督作『花咲ける騎士道』でその幕を開いた。ジョルジュ・マルシャルがそれに続き、アンドレ・ユヌベル監督の『三銃士』（1953年）、フェルナンド・セルチオ監督の『ブラジュロンヌ子爵』（1954年）等が生まれた。
ジャン・マレーが主役を演じ、ジョルジュ・ランパン監督の『城が落ちない』（1957年）、アンドレ・ユヌベル監督の『城塞の決闘』（1959年）と『快傑キャピタン』（1960年）、ピエール・ガスパール＝ユイ監督の『キャプテン・フラカスの華麗な冒険』（1961年）、アンドレ・ユヌベル監督の『狼の奇蹟』（1961年）、アンリ・ドコワン監督の『鉄仮面』（1962年）に主演した。『キャプテン・フラカスの華麗な冒険』では助演俳優だったジェラール・バレーは、ベルナール・ボルドリー監督の『三銃士』（1961年）、『騎士パルダヤン』（1962年）、『剣豪パルダヤンの逆襲』（1964年）で主役となり、アントニオ・イサシ＝イサスメンディ監督の『フォンテンブローの決戦』（1964年）にも主演した。
本ジャンルには、フランソワ・ペリエとブールヴィルが主演したアンドレ・ユヌベル監督の『弟ルセル』（1954年）のような、ユーモアに満ちたヴァリエーションが存在する。あるいは、フィリップ・ド・ブロカ監督の『大盗賊』（1962年）やジャン＝ポール・ル・シャノワ監督の『盗賊紳士マンドラン』（1962年）のような、歴史劇的なヴァリエーションも存在する。ミシェル・メルシェ主演によるベルナール・ボルドリー監督の『アンジェリク はだしの女侯爵』（1964年）のような、センチメンタルなサーガも存在する。
さらに30年後、剣戟映画は新しい流れをつかんだ。かつて『コニャックの男』（1971年）を監督したジャン＝ポール・ラプノー監督が、ジャン・ジオノの小説『屋根の上の軽騎兵』とエドモン・ロスタンの戯曲『シラノ・ド・ベルジュラック』を翻案したのがそのきっかけで、ジェラール・ドパルデューが主演した『シラノ・ド・ベルジュラック』（1990年）、オリヴィエ・マルティネスが主演した『プロヴァンスの恋』（1995年）であった。ベルトラン・タヴェルニエが監督し、ソフィー・マルソーが主演した『ソフィー・マルソーの三銃士』（1994年）といった女性版の剣戟映画もこの時期に生まれた。
上記の動きと対照的に、ガブリエル・アギヨン監督の『ル・リベルタン』（2000年）やベルニー・ボンヴォワザン監督の『ブランシュ』（2002年）といったコミカルな剣戟映画も生まれたが、さほど大衆に受け入れられることはなかった。

### おもな作品 (フランス)
- 花咲ける騎士道 (1952年)
- 三銃士 (1953年)
- ブラジュロンヌ子爵 (1954年)
- 弟ルセル Cadet Rousselle (1954年)
- 城が落ちない La Tour, prends garde ! (1957年）
- 城塞の決闘 Le Bossu (1959年)
- 快傑キャピタン Le Capitan (1960年)
- キャプテン・フラカスの華麗な冒険 Le Capitaine Fracasse (1961年)
- 狼の奇蹟 Le Miracle des loups (1961年)
- 鉄仮面 (1962年)
- 三銃士 (1961年）
- 騎士パルダヤン Le Chevalier de Pardaillan (1962年)
- 大盗賊 (1962年)
- 盗賊紳士マンドラン Mandrin, bandit gentilhomme (1962年)
- 剣豪パルダヤンの逆襲 fr:Hardi ! Pardaillan (1964年)
- フォンテンブローの決戦 La Máscara de Scaramouche (1964年)
- アンジェリク はだしの女侯爵 Angélique, Marquise des Anges (1964年)
- コニャックの男 Les Mariés de l'an II (1971年)
- シラノ・ド・ベルジュラック Cyrano de Bergerac (1990年)
- ソフィー・マルソーの三銃士  (1994年)
- プロヴァンスの恋 Le Hussard sur le toit (1995年)
- ル・リベルタン Le Libertin (2000年)
- ブランシュ Blanche (2002年)
- 花咲ける騎士道 (2003年)

### おもな俳優・女優 (フランス)
- ジェラール・フィリップ
- ジョルジュ・マルシャル en:Georges Marchal
- ジャン・マレー
- ジェラール・バレー fr:Gérard Barray
- フランソワ・ペリエ en:François Périer
- ブールヴィル
- ミシェル・メルシェ
- ジェラール・ドパルデュー
- オリヴィエ・マルティネス
- ソフィー・マルソー

## 日本
日本における剣戟映画は、俗に「ちゃんばら映画」とも呼ばれる。その始まりは、時代劇映画の始まりと同時、1908年（明治41年）9月17日に公開された中村福之助・嵐璃徳主演のサイレント映画『本能寺合戦』である。同作を製作・興行した京都の横田商会は、当時まだ撮影所をもっておらず、寺の境内で嵐扮する森蘭丸の剣戟シーンを撮影している。牧野は、1910年（明治43年）には尾上松之助主演の『忠臣蔵』を製作しているが、松之助は、横田商会が合併して日活になり、1927年（昭和2年）までの間に1,000本近い時代劇映画に主演、その多くが剣戟映画であった。
1921年（大正10年）に発足させた牧野教育映画製作所で製作、牧野が監督した『実録忠臣蔵』が、1922年（大正11年）5月27日、横浜の大正活映の協力で東京の有楽座で公開される。同作は、歌舞伎の影響下にあった従来の演出を脱し、リアリティを追求した作品であった。同上映を鑑賞した寿々喜多呂九平が京都入りして牧野教育映画に入社、前年11月に獏与太平（のちの古海卓二）、二川文太郎、内田吐夢、井上金太郎、江川宇礼雄、渡辺篤、岡田時彦、鈴木すみ子らが大正活映から同社に移籍、1923年（大正12年）4月には、国際活映から環歌子を引き抜いた際に、環が国活の大部屋俳優だった阪東妻三郎を牧野に推挙した。
同社は、同年6月にマキノ映画製作所に改組され、同年、寿々喜多呂九平脚本、阪東妻三郎が初主演した剣戟映画『鮮血の手型』前篇・後篇がヒット、阪東は一躍剣戟スターとなる。1924年（大正13年）、寿々喜多はダグラス・フェアバンクス主演の『奇傑ゾロ』（監督フレッド・ニブロ、1920年）を翻案したシナリオ『快傑鷹』を執筆、二川文太郎が監督し高木新平主演で映画化、高木は「鳥人」と呼ばれる。1925年（大正14年）6月にはマキノ映画製作所がマキノ・プロダクションとなり、阪東が独立し、阪東妻三郎プロダクションを設立した。同年、寿々喜多脚本、二川文太郎監督、阪東妻三郎主演、阪東妻三郎プロダクション製作、マキノ・プロダクション配給による剣戟映画『雄呂血』が製作・公開された。同作は、米国の日本映画専門館でも上映され、ジョセフ・フォン・スタンバーグは同作のなかで何百人が斬られるかを数えたという逸話がある。同時期、沢田正二郎の新国劇の演劇題目『月形半平太』、『国定忠治』が大ヒットし、沢田らが歌舞伎から導入した「剣劇」は剣戟映画に大きな影響を与えた。
1927年（昭和2年）、当時のマキノスターである片岡千恵蔵、嵐寛寿郎、月形龍之介らが独立する。1928年（昭和3年）、牧野の長男のマキノ正博監督、山上伊太郎脚本、無名の俳優である南光明・谷崎十郎ら主演の『浪人街』がヒットする。1929年（昭和4年）3月、牧野監督、山上伊太郎・西条照太郎脚本の『忠魂義烈 実録忠臣蔵』を一部消失しながらも完成、7月に牧野が死去した。ダグラス・フェアバンクスは1929年、1931年（昭和6年）と来日し、マキノ・プロダクションを訪問、牧野や嵐寛寿郎らと交流している。
剣戟映画の全盛期において、阪東妻三郎は「剣戟王」と呼ばれ、阪東のほか、嵐寛寿郎、市川右太衛門、大河内傳次郎、片岡千恵蔵、月形龍之介、林長二郎（のちの長谷川一夫）を「七剣聖」と呼んだ。
1934年（昭和9年）、マキノ正博が開発したトーキー技術を使用し、嵐寛寿郎プロダクションは、曽根千晴監督、嵐寛寿郎主演により剣戟映画『鞍馬天狗』をトーキーリメイク、1935年（昭和10年）11月には、マキノ正博がマキノトーキー製作所を設立、剣戟映画もトーキーの時代となる。同社は1938年（昭和13年）春には解散、マキノを含め多くが日活京都撮影所に移籍、日活でも『恋山彦』等のトーキー剣戟を量産した。
一方、サイレントの剣戟映画にこだわる極東映画が同時期に設立され、羅門光三郎、市川寿三郎、綾小路絃三郎、雲井竜之介ら剣戟スターが西宮の甲陽撮影所に集められ、剣戟映画を量産した。同社が現在の羽曳野市に撮影所を移転したときに、羅門らは甲陽撮影所に残留し甲陽映画を設立した。1936年（昭和11年）には、同様にサイレントの剣戟映画を製作する全勝キネマが奈良の市川右太衛門プロダクションあやめ池撮影所跡地に結集、同社では杉山昌三九、大河内龍が主演した。
第二次世界大戦後は、大映京都撮影所、1947年（昭和22年）に製作を開始した東横映画、その後身で1951年（昭和26年）に設立された東映京都撮影所で剣戟映画が製作された。

### おもな作品 (日本)
- 実録忠臣蔵 (1921年) ※セルフリメイク1922年
- 快傑鷹 (1924年)
- 雄呂血 (1924年)
- 月形半平太 (1925, 1931, 33年)
- 忠次旅日記 (1927年)
- 浪人街 (1928年)
- 忠魂義烈 実録忠臣蔵 (1929年)
- 鞍馬天狗 (1934年)
- 丹下左膳余話 百萬両の壺 (1935年)
- 恋山彦 (1937年)
- 血煙高田の馬場 (1937年)
- 七人の侍 (1954年)
- 用心棒 (1961年)
- 椿三十郎 (1962年)
- 座頭市物語 (1962年)
- 次郎長三国志シリーズ (1952 - 54, 1963 - 65年)
- 眠狂四郎シリーズ (1963 - 1969年)
- 三匹の侍 (1964年)
- 丹下左膳 飛燕居合斬り (1966年)
- 牙狼之介 (1966年)
- 牙狼之介地獄斬り (1967年)
- 御用金 (1969年)
- 子連れ狼 (若山富三郎版) シリーズ (1972 - 74年)
- 子連れ殺人拳 (1976年)
- 雲霧仁左衛門 (1978年)
- 柳生一族の陰謀 (1978年)
- 闇の狩人 (1979年)
- 魔界転生 (1981年)
- 将軍家光の乱心 激突 (1989年)

### おもな剣戟俳優 (日本)
- 尾上松之助
- 市川百々之助
- 阪東妻三郎
- 高木新平
- 大河内傳次郎
- 片岡千恵蔵
- 嵐寛寿郎
- 月形龍之介
- 市川右太衛門
- 長谷川一夫
- 羅門光三郎
- 市川寿三郎
- 綾小路絃三郎
- 雲井龍之介
- 杉山昌三九
- 大河内龍
- 高田浩吉
- 大友柳太朗
- 近衛十四郎
- 東千代之介
- 三船敏郎
- 中村錦之助
- 丹波哲郎
- 平幹二朗
- 長門勇
- 大川橋蔵
- 若山富三郎
- 勝新太郎
- 市川雷蔵
- 千葉真一
- 里見浩太朗
- 北大路欣也
- 高橋英樹

## 中国
中国における剣戟映画は、武俠片（ぶきょうへん、Wu Xia Pian）と呼ばれ、武侠小説に代表される武侠文化（zh:武侠文化）の一つである。「武」は武術を、「俠」は騎士道に近い意味の任侠を、「片」は映画をそれぞれ意味する。日本語では武侠映画である。この武術には功夫を含み、必ずしも剣と戟の映画ではないが趣旨は同一である。
多くの剣戟映画がそうであるように、中国でもまた1920年代に最初の武侠映画が生まれ、発展した。第二次世界大戦後の1949年（昭和24年）に中華人民共和国が宣言され、1951年（昭和26年）には武侠文化が禁止されたことから、武侠小説の作家たちが香港・台湾に流れ、武侠映画も同様に香港・台湾で発展した。
1960年代に武侠映画は香港で黄金時代を迎え、胡金銓（キン・フー）監督の『大酔侠』（Come Drink with Me、1966年）、『侠女』（A Touch of Zen、1970年）等に代表される武侠映画が生まれる。
2000年代に台湾出身のアン・リー監督の『グリーン・デスティニー』（2000年）、西安映画製作所出身の張芸謀監督の『LOVERS』（2004年）等が製作され、武侠映画のルネッサンスが起こる。

## インド
- en:Akkineni Nageswara Rao
- en:N.T. Rama Rao
- Patala Bhairavi : 1951年

## 註
1. ↑  剣戟、デジタル大辞泉、コトバンク、2009年10月25日閲覧。
2. ↑  『クラウン仏和辞典』、三省堂、1981年、p.192.
3. ↑  時代劇映画、百科事典マイペディア、コトバンク、2009年10月25日閲覧。
4. 1 2  剣劇、百科事典マイペディア、コトバンク、2009年10月25日閲覧。
5. 1 2  Foster on Film （英語）, 2009年10月25日閲覧。
6. ↑  Screen Online （英語）, 2009年10月25日閲覧。
7. ↑  Embleton, Gerry. The Medieval Soldier. Windrow and Green, London. ISBN 1859150365
8. ↑  Classical Fencing （英語）, 2009年10月25日閲覧。
9. ↑  『日本映画発達史 I 活動写真時代』、田中純一郎、中公文庫、1975年、p.146.
10. ↑  『日本映画監督全集』、キネマ旬報社、1976年、竹中労執筆「古海卓二」、p.350-362。
11. ↑  『日本映画俳優全集・女優編』、キネマ旬報、1980年、盛内政志執筆「環歌子」、p.436-437。
12. ↑  『日本映画監督全集』、岸松雄執筆「二川文太郎」、p.345。
13. ↑  『文藝春秋』第31巻第10号、文藝春秋社、1953年、p.119.
14. ↑  『時代劇スター七剣聖 チャンバラ黄金時代』、石割平・円尾敏郎、ワイズ出版、 2001年 ISBN 4-89830-067-7
15. ↑  マキノ映画活動史、立命館大学衣笠キャンパス、2009年10月26日閲覧。
16. 1 2  『チャンバラ王国極東』、赤井祐男・円尾敏郎編、ワイズ出版、1998年 ISBN 4-948735-91-4.
17. ↑  奈良にゆかりの映画情報 全勝シネマ、奈良県、2009年10月26日閲覧。